# Siganus punctatissimus
Siganus punctatissimus är en fiskart som beskrevs av Fowler och Bean 1929. Siganus punctatissimus ingår i släktet Siganus och familjen Siganidae. Inga underarter finns listade i Catalogue of Life.